# Pascoal da Conceição
Pascoal Ferreira da Conceição (São Paulo, 9 de outubro de 1953) é um ator, dublador, produtor teatral e diretor brasileiro.
Seus papéis mais conhecidos são o de Dr. Abobrinha na série infantil "Castelo Rá-Tim-Bum"; e o de Mário de Andrade na minissérie "Um Só Coração". Este último papel foi revivido em uma participação especial na minissérie JK.

## Biografia
Pascoal estreou no teatro na peça "Pic-nic no front", de Fernando Arrabal, em 1972, com direção de Caetano Martins.
Foi aluno da EAD - Escola de Arte Dramática da USP. Foi também office-boy e bancário mas, a partir da metade dos anos 1980, passou a se dedicar somente à carreira de ator.
Foi um dos fundadores do Grupo Dragão 7, onde atuou, dirigiu e produziu os espetáculos "As Desgraças de uma criança", "O Noviço", "Mais Quero Asno" e "Auto da barca do inferno".
No Teatro Oficina Uzyna Uzona, dirigido por José Celso Martinez Corrêa, atuou nos espetáculos "Ham-let", "As Bacantes", "Mistérios gozozos", "Pra dar um fim no juízo de Deus" e "Taniko". Também trabalhou com Bibi Ferreira e Carlos Alberto Soffredini, entre outros diretores.
Permanentemente apresenta a palestra "Os Malefícios do Tabaco", de Anton Tchekhov, com direção de Marcelo Drummond.
Em 2021, estreia sua peça "Mário de Andrade Desce aos Infernos".
Pascoal gravou o documentário “Mario um Modernista em Mogi”, sobre visita de Mário de Andrade em vários pontos de Mogi das Cruzes.
Em 2023, Pascoal da Conceição recebeu especial destaque no Festival Internacional de Teatro da Língua Portuguesa (FestLuso), em Teresina, onde ministrou aulas baseadas no trabalho de José Celso no Teatro Oficina, ressaltando a importância de artistas locais, como Maria da Inglaterra. Durante sua estadia para o Festival Internacional, usou o Teatro para levar serviço social à Casa Dom Barreto, instituição social para crianças e jovens em situação de vulnerabilidade social, também arregimentando artistas de Portugal, como Nélson Monforte, e de Moçambique, como Crimildo Matalava.
Na sua passagem por Teresina, durante o Festival Internacional de Teatro, Pascoal da Conceição foi frequentemente enaltecido pela interpretação do romancista Mário de Andrade, e pela sua atuação em Castelo Rá-Tim-Bum, como o personagem Dr. Abobrinha, que inspirou a homenagem do poema "Abobrinhas da Fina Estrutura", de Eduardo Maverick Lins", da peça teatral de Portugal "À Mesa (LAST SUPPER) Leonardo da Vinci", dirigida por Nélson Monforte. Por todo o reconhecimento recebido desde o começo, Pascoal declarou em entrevista: "Já disse Mário de Andrade: ‘se um deus morrer, irei no Piauí buscar outro!’". Em outra entrevista concedida, mantida inédita até 2024, revelou bastidores de Castelo Rá-Tim-Bum. Em entrevista posterior, já em São Paulo, relembrou ter participado "inclusive, de uma reunião do Conselho Estadual de Cultura do Piauí trajado de Mário de Andrade", e que teria presidido a sessão.

### Curiosidades
Em 11 de março de 2014, o ator escapou de um assalto porque o assaltante o reconheceu como Dr. Abobrinha. O episódio foi relembrado em entrevista com Danilo Gentili, no programa The Noite, quando mencionou que a pessoa, desistindo do assalto, lhe disse: "Dr. Abobrinha, me perdoa, continue fazendo a alegria das crianças, vai com Deus".
O Dr. Abobrinha foi inspirado em uma disputa judicial entre o Teatro Oficina e Silvio Santos.

## Filmografia

### Na televisão
| Ano         | Título                           | Papel                                       | Emissora    |
| ----------- | -------------------------------- | ------------------------------------------- | ----------- |
| 2023        | Castelo Rá-Tim-Bum: O Reencontro | Ele mesmo                                   | TV Cultura  |
| 2022        | O Rei da TV                      | Roberto Marinho                             | Star+       |
| 2018        | Deus Salve o Rei                 | Lupércio                                    | Rede Globo  |
| 2017        | Vade Retro                       | Padre                                       | Rede Globo  |
| 2016        | Os Under-Undergrounds            | Ozzy e Prof. Staringo                       | Nickelodeon |
| 2012        | Gabriela                         | João Fulgêncio                              | Rede Globo  |
| 2011        | O Astro                          | Inácio                                      | Rede Globo  |
| 2010        | Tempos Modernos                  | Zuppo                                       | Rede Globo  |
| 2009        | Caminho das Índias               | Kori                                        | Rede Globo  |
| 2008        | Casos e Acasos                   | Túlio                                       | Rede Globo  |
| 2006        | JK                               | Mário de Andrade                            | Rede Globo  |
| 2005        | Essas Mulheres                   | Dr. Peçanha                                 | Rede Record |
| 2004        | Um Só Coração                    | Mário de Andrade                            | Rede Globo  |
| 1995        | Telecurso 2000                   | Expedito (nas aulas de Matemática)          | TV Cultura  |
| 1994 - 1997 | Castelo Rá-Tim-Bum               | Dr. Pompeu Pompílio Pomposo (Dr. Abobrinha) | TV Cultura  |

### No cinema
| Ano  | Título                      | Personagem       | Notas          |
| ---- | --------------------------- | ---------------- | -------------- |
| 2020 | O Despertar do Tietê]       | Roberto          |                |
| 2017 | I Walk Alone                | Deus             |                |
| 2017 | A Comédia Divina            | Pastor           |                |
| 2003 | Olga                        | Dmitri Manuilski |                |
| 1999 | Castelo Rá-Tim-Bum, o Filme | Doutor Abobrinha |                |
| 1999 | Ela Perdoa                  | —                | Curta-metragem |
| 1994 | Lumpet                      | Mendigo          | Curta-metragem |
| 1988 | Um Professor Atrapalhado    | —                | Curta-metragem |

## No teatro
| Ano       | Título                                                       | Autor                                                         |
| --------- | ------------------------------------------------------------ | ------------------------------------------------------------- |
| 2023      | O Jogo do Poder                                              | William Shakespeare                                           |
| 2016      | As Bacantes                                                  | Eurípedes                                                     |
| 2013      | O Duelo                                                      | Anton Tchekhov                                                |
| 2012      | BARAFONDA                                                    | Cia. São Jorge                                                |
| 2010      | As Três Velhas                                               | Alejandro Jodorowsky                                          |
| 2007      | 'Salmo 91                                                    | Dib Carneiro Neto, a partir do livro de Dráuzio Varela        |
| 2006      | A Louca de Chaillot                                          | Jean Giraudoux                                                |
| 2006      | Centro nervoso                                               | Fernando Bonassi                                              |
| 2005      | Mário de Andrade desce aos infernos                          |                                                               |
| 2004      | Tarsila                                                      | Maria Adelaide Amaral                                         |
| 2002-2005 | Os Sete afluentes do Rio Ota                                 | Robert Lepage                                                 |
| 2001      | Novas diretrizes em tempos de paz                            | Bosco Brasil                                                  |
| 1998      | Taniko, o rito do vale                                       | Zenchiku                                                      |
| 1997      | Espumas flutuantes                                           | Castro Alves                                                  |
| 1996      | As Bacantes                                                  | Eurípedes                                                     |
| 1996      | Pra dar um fim no juízo de Deus                              | Zé Celso                                                      |
| 1993      | Ham-let                                                      | adaptação de Zé Celso a partir da obra de William Shakespeare |
| 1992      | Auto da Barca do Inferno                                     | Gil Vicente                                                   |
| 1991      | Mais quero asno que me carregue do que cavalo que me derrube | Carlos Alberto Soffredini                                     |
| 1990      | O Noviço                                                     | Martins Pena                                                  |
| 1988      | As Desgraças de uma criança                                  | Martins Pena                                                  |
| 1985      | Mistérios gozozos                                            | Zé Celso                                                      |
| 1982      | Baal                                                         | Bertolt Brecht                                                |
| 1979      | Na Carreira do Divino                                        | Carlos Alberto Soffredini                                     |
| 1976      | Jaques ou A Submissão                                        |                                                               |
| 1975      | A Cantora Careca                                             | Eugene Ionesco                                                |
| 1974      | O Casamento do Pequeno Burguês                               | Bertolt Brecht                                                |
| 1974      | Pic-nic no front                                             | Fernando Arrabal                                              |
| 1972      | Tiradentes                                                   | Criação coletiva                                              |
| 1972      | Pic-nic no front                                             | Fernando Arrabal                                              |

## Prêmios
| Ano  | Prêmio          | Indicação   | Trabalho                         | Resultado | Ref.   |
| ---- | --------------- | ----------- | -------------------------------- | --------- | ------ |
| 1996 | Prêmio Shell    | Melhor Ator | Para Dar um Fim no Juízo de Deus | Venceu    | [ 33 ] |
| 1996 | Prêmio Mambembe | Melhor Ator | Para Dar um Fim no Juízo de Deus | Venceu    | [ 33 ] |